# Amphetamine (film)
Pour les articles homonymes, voir Amphétamine (homonymie).
Pour plus de détails, voir Fiche technique et Distribution.
Amphetamine (安非他命) est un film hongkongais réalisé par Scud, sorti en 2010.

## Synopsis
Peu après la crise financière de 2008, Kafka, un professeur de natation, rencontre Daniel, un banquier qui a décider de changer sa vie. Ils entament une relation amoureuse, perturbée par l'addiction de Kafka aux amphétamines.

## Fiche technique
- Titre : Amphetamine
- Titre original : 安非他命
- Réalisation : Scud
- Scénario : Scud
- Musique : Ho Shan et Yu Yat-yiu
- Photographie : Charlie Lam
- Montage : Heiward Mak
- Production : Scud
- Société de production : Artwalker
- Pays :  Hong Kong
- Genre : Drame et romance
- Durée : 97 minutes
- Dates de sortie : 
  -  Hong Kong : 8 avril 2010

## Distribution
- Byron Pang : Kafka
- Thomas Price : Daniel
- Winnie Leung : Linda
- Linda So : May
- Simon Tam : Simon
- Li Hua Peng : la mère de Kafka
- Chen Kok Sun : le père de Kafka

## Controverse
La Television and Entertainment Licensing Authority a menacé de classer le film en catégorie III si certaines scènes de sexe n'étaient pas coupées. En contestation, alors que le film avait été autorisé à être projeté en version complète au festival international du film de Hong Kong, le réalisateur a décidé de remplacer les scènes contrevenantes par un fond noir.